# Palazzo Lascaris di Ventimiglia
Palazzo Lascaris di Ventimiglia, noto semplicemente ai più come Palazzo Lascaris, è un edificio storico costruito a Torino nel XVII secolo per volontà del conte Giovanni Battista Beggiamo di Sant'Albano e Cervere e del fratello Michele Beggiamo, arcivescovo di Torino. Dal 1979 ospita la sede del Consiglio regionale del Piemonte.

## Storia
Il palazzo, costruito tra il 1663 e il 1665 dal capomastro Domenico Bernardi con l'aiuto di Gaspare Casagrande, luganese, per i fratelli Beggiamo, fu venduto al conte Carlo delle Lanze che visse qui con la moglie, la marchesa Gabriella Caterina Mesmesde Marolles di Caluso e quindi alla famiglia Carron di San Tommaso. Nella seconda metà del XVIII secolo venne ristrutturato ed ampliato dall'architetto Francesco Valeriano Dellala di Beinasco. 
Nel 1803 passò per successione ereditaria alla famiglia Lascaris (da cui il nome del palazzo) e, in seguito, a Camillo Benso, conte di Cavour.
Dal 1919 al 1928 l'edificio fu di proprietà del ricco finanziere Riccardo Gualino che vi stabilì il suo quartier generale, nonché la sede della SNIA e di altre sue società a essa collegate.
Durante la seconda guerra mondiale l'edificio fu colpito durante un bombardamento e parzialmente danneggiato: in particolare andarono perduti gli affreschi di Stefano Maria Legnani.
Nel secondo dopoguerra fu sede della Camera di commercio, industria, artigianato e agricoltura di Torino. Nel 1975 passò in proprietà alla Regione Piemonte, che ne fece la sede del Consiglio regionale.

## Architettura
L'edificio, rimaneggiato e ristrutturato più volte, presenta parti di diverse epoche, oltre ad arredi provenienti da altri palazzi. Durante il restauro del 1979 venne portata alla luce la parte seicentesca del Palazzo ed in particolare due sale con due importanti cicli di affreschi oltre ai soffitti originali. Nel 1979 venne inaugurata l'Aula del Consiglio regionale, al livello ipogeo.

## Scultura e decorazioni
Nell'atrio del Palazzo si possono ammirare due notevoli statue in stucco rappresentanti Giulio Cesare e Alessandro Magno (quella con il cavallo) della seconda metà del XVII secolo, dello scultore comasco (della valle d'Intelvi) Giovanni Battista Barberini, commissionate dalla famiglia della Lanze quando era proprietaria del palazzo, tra il 1672 e il 1678. Tutto l'apparato decorativo coevo potrebbe essere ascrivibile all'equipe di Barberini.
Nel palazzo vi sono due sale che conservano parte dei decori originari del seicento, ovvero fregi in stucco e i soffitti in legno dipinto con motivi decorativi. Una sala presenta nel fregio 12 scene raffiguranti le Storie di Sansone, ovvero dodici scene prese dai capitoli dal 13 al 16 del libro dei Giudici della Bibbia. Nella sala delle Virtù e delle Arti liberali o Sala delle Allegorie, adiacente alla prima, vi sono 12 affreschi sempre nel fregio. Gli affreschi sono incorniciati da pregevoli stucchi, cartigli con decorazioni di volute e intrecci e intervallati da putti. Sono raffigurate le allegorie di Logica o Dialettica,  Retorica, Grammatica, Tempo, Amore (forse), Aritmetica e Geometria, Pittura, Astronomia, Musica, Fede, Speranza, Carità.  Per entrambe le sale gli affreschi sono attribuibili al pittore comasco Giovanni Antonio Recchi o alla sua bottega, attivo in quegli anni, con lo zio Giovanni Paolo, al Palazzo Reale, al Castello del Valentino e al Palazzo di Venaria Reale. La parte alta delle due sale fu coperta da un controsoffitto nel 1744, cosa che ha consentito la conservazione di questo apparato decorativo.